# Gützold

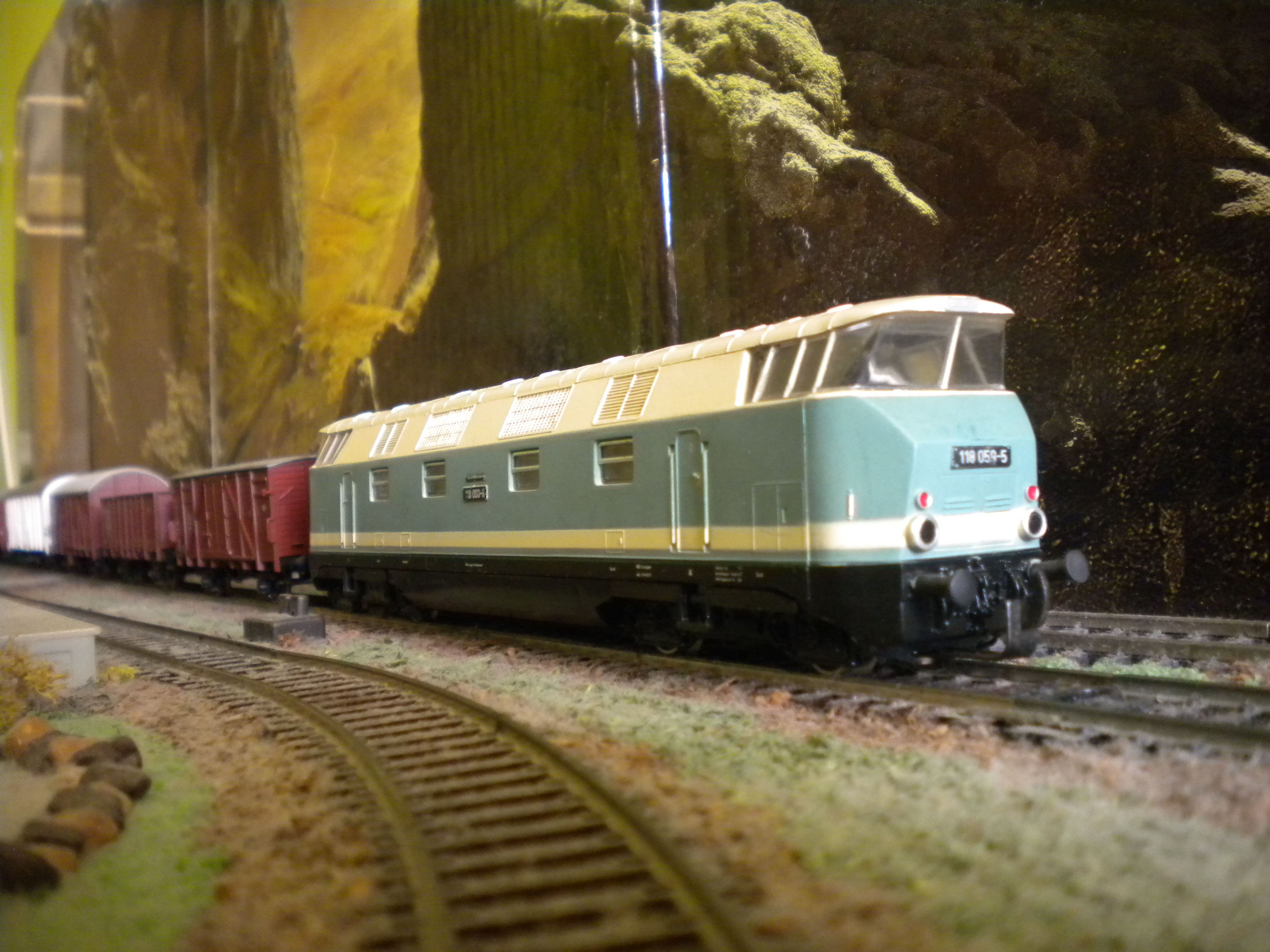
Lokomotywa spalinowa BR 118 produkcji Gützold

Gützold – niemieckie przedsiębiorstwo produkujące modele kolejowe w skali H0 oraz TT.

## Historia
W 1946 roku na targach modelarskich w Zwickau zakłady Gützold zaprezentowały parowóz w skali H0. Modele kolejek w tej skali były typowe dla Niemiec Wschodnich ze względu na normatywy powierzchni mieszkań wynoszące 40 m². Przedsiębiorstwo w 1972 roku upaństwowiono oraz przyłączono do Piko Modellbahn jako przedsiębiorstwo państwowe VEB Eisenbahnmodellbau Zwickau, które było producentem modeli kolejowych w skali H0 w NRD. Po zjednoczeniu Niemiec zakład państwowy sprywatyzowano. Przedsiębiorstwo oferuje również modele parowozów w skali TT.